# U Thant Island
U Thant Island, aussi connue sous le nom de Belmont Island, est une île artificielle de trente mètres sur soixante, située sur l'East River de New York, au sud de Roosevelt Island.

## Géographie

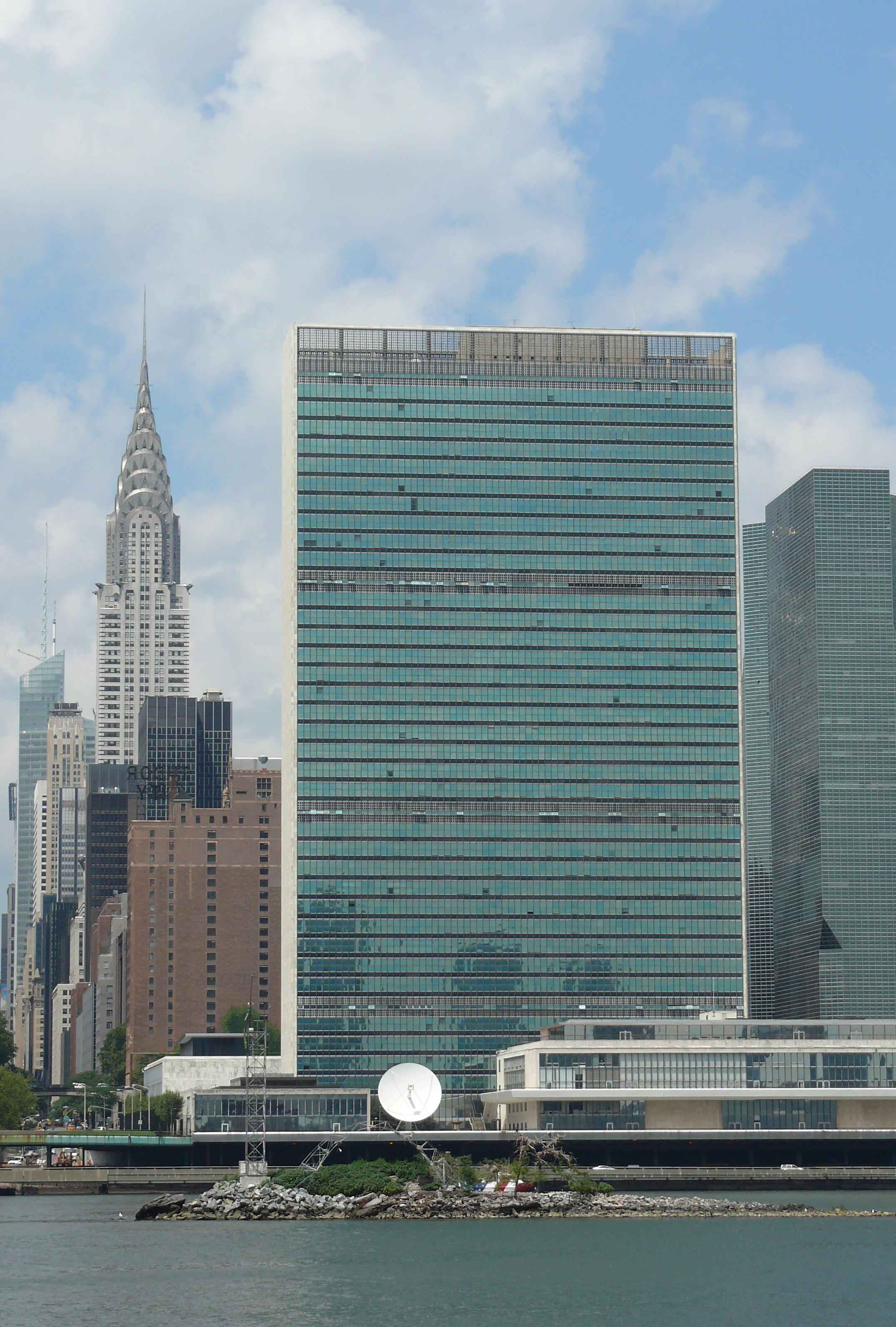
Le Chrysler Building et le siège des Nations unies, avec U Thant Island au premier plan.

L'île mesure environ trente mètres sur soixante (environ cent pieds sur deux-cents). Elle est située en face du siège des Nations unies et de la 42e rue et fait administrativement partie du comté de Manhattan. La petite île a été baptisée à la mémoire de l'ancien secrétaire général de l'ONU birman U Thant, en poste entre 1961 et 1971. Elle est protégée en tant que lieu d'accueil d'oiseaux migrateurs, parmi lesquels des cormorans à aigrettes ; son accès est donc interdit au public,,.

## Histoire

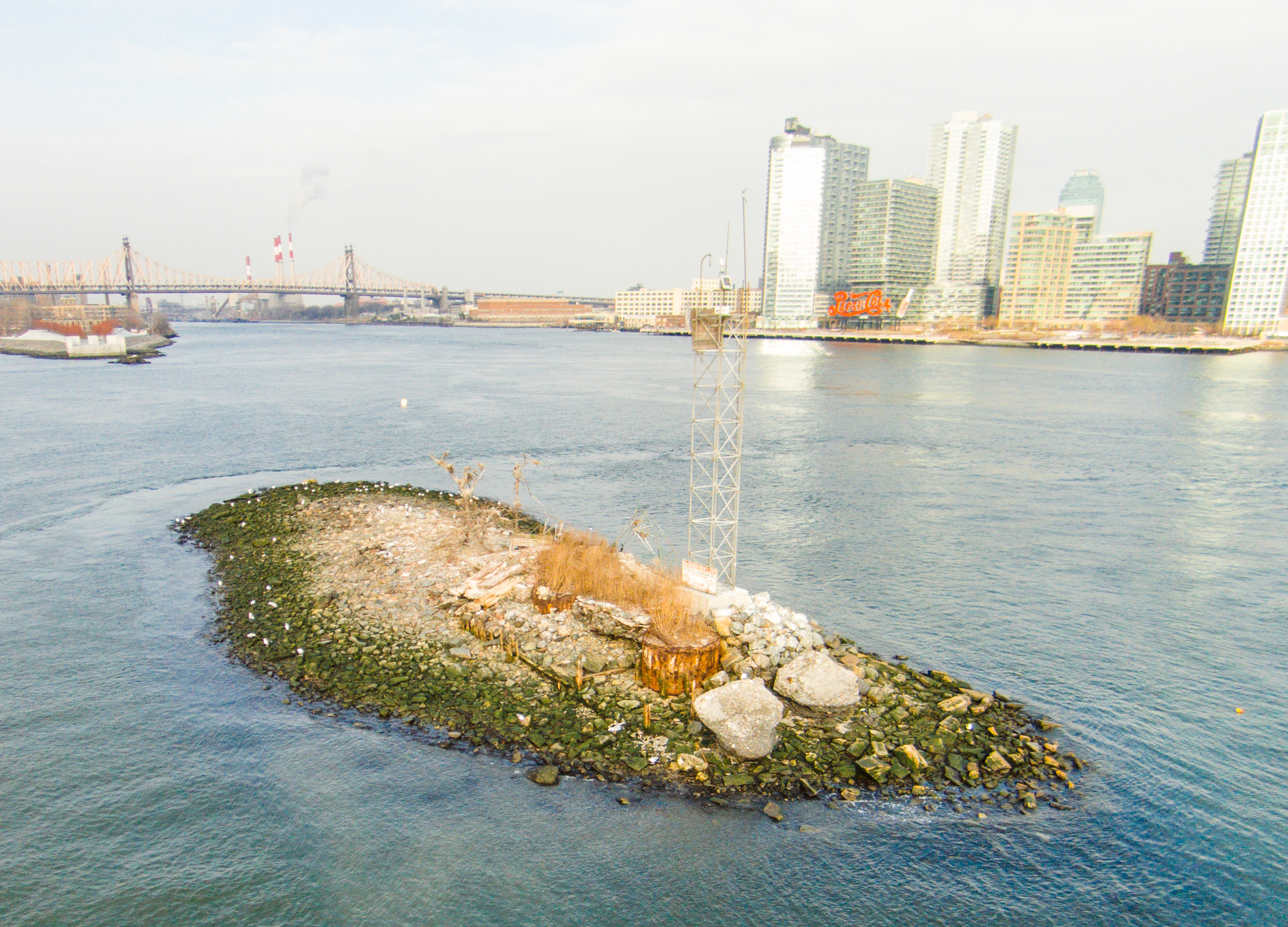
U Thant Island vue depuis le sud, avec le pont de Queensboro en arrière-plan.

Dans les années 1890, l'homme d'affaires William Steinway construit le tunnel auquel il donne son nom sous l'East River, reliant Manhattan à sa cité ouvrière, Steinway Village, à Astoria. Dans le cadre de son projet, un puits est creusé dans un affleurement de granite connu sous le nom de Man-o'-War Reef pour atteindre le tunnel et produit un excès de gravats qui se répartissent au-dessus de l'affleurement et créent une petite île. Steinway meurt avant l'achèvement de son tunnel et le financier August Belmont, Jr. termine le projet en 1907. Belmont Island, nommé d'après le financier, est devenu le nom officiel de l'île. Le tunnel, qui passe directement sous l'île, est encore utilisé par l'IRT Flushing Line et fait maintenant partie du réseau du métro de New York. 
En 1977, l'île est adoptée par un groupe appelé la « Méditation de la Paix aux Nations unies » (en anglais Peace Meditations at the United Nations), des employés du siège des Nations unies et les adeptes du gourou Sri Chinmoy, qui y a servi comme aumônier interconfessionnel. Ils louent l'îlot à l'État de New York, verdissent sa surface et la renomment officieusement d'après l'ancien secrétaire général des Nations unies birman U Thant, un proche de Chinmoy. Bien que non officiel, U Thant Island devient le nom commun de l'île,.
Un courrier envoyé en 2012 par la mission philippine à l'ONU à Ban Ki-moon, secrétaire général des Nations unies, fait référence à la location de ladite île par Sri Chinmoy.
En 1999, The New York Times Magazine organise une compétition internationale pour concevoir une capsule temporelle dans le but de conserver des objets pour le prochain millénaire. Le Caples Jefferson Architects (en) propose de construire un obélisque de granite sur U Thant Island qui se désagrègerait graduellement, ne laissant plus que la capsule vers la fin du XXXe siècle.
En 2004, durant la convention nationale républicaine, l'artiste local et cinéaste Duke Riley, qui a voyagé sur différentes îles abandonnées autour de la ville de New York, se rend sur l'île avec un ami durant la nuit, proclame une nation souveraine et hisse un drapeau de plus de six mètres (vingt-et-un pieds), représentant deux anguilles électriques, sur la tour de navigation de l'île. Lors de leur trajet de retour à la lumière du jour, ils sont appréhendés par un bateau de l'United States Coast Guard mais pas arrêtés. La totalité de l'événement a été filmée pour un projet de Riley intitulé Belmont Island (SMEACC).